# Génesis Rodríguez
Génesis Rodríguez Pérez (Miami, 29 luglio 1987) è un'attrice statunitense.

## Biografia
Nata a Miami, Génesis Rodríguez è figlia del cantante e attore venezuelano José Luis Rodríguez (noto come el Puma), e di Carolina Pérez, una modella cubana. Cresciuta in un ambiente familiare bilingue, parla sia l'inglese sia lo spagnolo.
Rodríguez ha due sorelle, Liliana e Lilibeth.
All'età di due anni e mezzo cominciò a frequentare la Carollton School del Sacro Cuore di Miami.
Ha preso parte a rappresentazioni drammatiche a scuola e, in età molto giovane, decise d'imboccare la carriera d'attrice. Quando era ragazza, studiò recitazione, ballo e preparazione vocale, a livello locale e nazionale. Dopo che i suoi genitori notarono la sua determinazione per l'arte, la iscrissero a programmi di preparazione più intensivi. Si trasferì a New York e s'iscrisse ai corsi estivi del Lee Strasberg Theatre and Film Institute. Ha anche preso parte a noti programmi di recitazione in California.
Subito dopo essere tornata a Miami, riprese a prendere lezioni private e ottenne un ruolo ricorrente nella soap opera Il tempo della nostra vita dal novembre del 2005 fino a gennaio del 2006. Inoltre è stata più volte guest star nella serie Top chef per la Bravo TV. Oltre alla televisione americana, la Rodríguez si è cimentata anche in ruoli di lingua spagnola interpretando il duplice ruolo di Rosita Amado e Violeta Hurtado nella serie mattutina Dame Chocolate, trasmessa da Telemundo.

## Filmografia

### Attrice

#### Cinema
- 40 carati (Man on a Ledge), regia di Asger Leth (2012)
- Casa de mi padre, regia di Matt Piedmont (2012)
- Che cosa aspettarsi quando si aspetta (What to Expect When You're Expecting), regia di Kirk Jones (2012)
- The Last Stand - L'ultima sfida (The Last Stand), regia di Kim Ji-Woon (2013)
- Io sono tu (Identity Thief), regia di Seth Gordon (2013)
- Hours, regia di Eric Heisserer (2013)
- Tusk, regia di Kevin Smith (2014)
- Run All Night - Una notte per sopravvivere (Run All Night), regia di Jaume Collet-Serra (2015)
- Yoga Hosers - Guerriere per sbaglio (Yoga Hosers), regia di Kevin Smith (2016)
- Delirium, regia di Dennis Iliadis (2018)
- Icebox, regia di Daniel Sawka (2018)
- Centigrade, regia di Brendan Walsh (2020)

#### Televisione
- Prisionera – telenovela, 180 episodi (2004)
- Dame Chocolate – telenovela, 150 episodi (2007)
- Doña Bárbara – telenovela, 26 episodi (2008)
- Entourage – serie TV, episodi 7x01-7x03-8x02 (2010-2011)
- Time After Time – serie TV, 12 episodi (2017)
- Law & Order - Unità vittime speciali (Law & Order: Special Victims Unit) – serie TV, episodi 19x23-19x24 (2018)
- The Umbrella Academy - serie TV, 10 episodi (2022-2024)
- Lioness - serie TV, seconda stagione, 6 episodi (2024)

### Doppiaggio
- Big Hero 6, regia di Don Hall e Chris Williams (2014)
- Big Hero 6 - La serie (Big Hero 6: The Series) – serie animata (2017-2021)
- Elena di Avalor (Elena of Avalor) – serie animata (2017)
- She-Ra e le principesse guerriere (She-Ra and the Princesses of Power) – serie animata, 19 episodi (2018-2020)
- Kingdom Hearts III – videogioco (2019)

## Doppiatrici italiane
- Domitilla D'Amico in Tusk, Run All Night - Una notte per sopravvivere
- Valentina Mari in Yoga Hosers - Guerriere per sbaglio, Law & Order - Unità vittime speciali
- Monica Ward in The Last Stand - L'ultima sfida
- Francesca Fiorentini in Io sono tu
- Valentina Favazza in 40 carati
- Ilaria Latini in Hours
- Ludovica Bebi in The Umbrella Academy

Da doppiatrice è sostituita da:
- Ludovica Bebi in Big Hero 6, Big Hero 6 - La serie, Elena di Avalor
- Isabella Benassi in She-Ra e le principesse guerriere